# La revancha (telenovela de 2000)
La revancha es una telenovela estadounidense-venezolana producida por Fonovideo en colaboración con Venevisión International en 2000. 
Protagonizada por Danna García y Jorge Reyes; con las participaciones antagónicas de Marcela Pezet, Jorge Aravena, Elluz Peraza y Jorge Martínez.
Emitida por Univision en el año 2000 a la 1pm/ 12c y en Venezuela a través de Venevisión bajo el título Vuelve junto a mi, desde el 8 de mayo al 1 de diciembre de 2000.
Las grabaciones comenzaron el 21 de junio de 1999. Se estrenó en Venezuela el 3 de enero de 2000. Las grabaciones terminaron el 19 de agosto de 2000.

## Argumento
Unos negocios sucios entre Arístides Ruiz y Rodrigo Arciniegas terminan en la muerte del primero a manos del segundo. Las dos hijas de Arístides, Isabela y la pequeña Mariana, son separadas y toman rumbos totalmente distintos.
Mariana, a quien le cambian el nombre por el de Soledad, es criada por su nodriza y la madre de esta. Soledad crece y se convierte en una muchacha trabajadora y sencilla. Por el contrario, Isabela vive rodeada de lujos y comodidades, lo que la convierte en una joven soberbia y caprichosa.
Sin embargo, el destino hará que estas dos hermanas vuelvan a encontrarse, pero de una manera nada favorable pues ambas se enamorarán del mismo hombre: Alejandro Arciniegas, hijo del asesino del padre de ambas.

## Elenco
- Danna García - Mariana Ruiz / Soledad Santander
- Jorge Reyes - Alejandro Arciniegas
- Marcela Pezet - Isabela Ruiz
- Jorge Martínez - Rodrigo Arciniegas
- Maritza Rodríguez - Mercedes "Merceditas" Riverol
- Jorge Aravena - Reinaldo Arciniegas
- Ninel Conde - Reina Azcárraga
- Elluz Peraza - Emperatriz vda. de Azcárraga
- Henry Zakka - Oscar Riverol
- Patricia Álvarez - Dolores "Lola" Cienfuegos
- Alberto Mayagoitia - Leonardo Manrique
- Vicente Tepedino - José Luis Hernández
- Raquel Bustos - Rosarito
- Juan Carlos Bonet - Sabas
- Norma Zúñiga - Providencia Santander
- Orlando Casín - Santiago
- Claudia Reyes - Brenda
- Yadira Santana - Bernarda Rondón
- Diana Quijano - Lucía de Arciniegas
- Felix Manrique - Enrique "Kike" Arciniegas
- Lino Martone - Guillermo Arciniegas
- Olimpia Maldonado - Lupe
- Rosa Felipe - Doña Rosa
- Martha Mijares - Romelia Hernández
- Rosalinda Rodríguez - Tula
- Omar Moinello - Álvaro Del Rosal
- Juan David Ferrer - Arturo Bustillos
- Yoly Domínguez - Fanny
- Tatiana Capote - Sandra Castillos
- Oscar Piloto - Bruno
- Alfonso Diluca - Daniel Argento
- Steve Roth - Gustavo Guerra
- Evelyn Santos - Daniela Leal
- Mónica Rubio - Carolina Reyes
- Andrés Gutiérrez - Carlos Alberto Méndez, abogado
- Yuri Pérez - Investigador privado
- Laura Zerra - Madre Superiora
- Carlos Caballero - Policía
- Xavier Coronel - Abogado, sacó a Brenda de la cárcel

## Versiones
- La revancha producida por Venevisión en 1989, protagonizada por Rosalinda Serfaty, Jean Carlo Simancas y Abril Méndez.